# Луко Палєтак
Лу́ко Палє́так (хорв. Luko Paljetak; 19 серпня 1943, Дубровник, Хорватія — 12 травня 2024) — хорватський письменник, перекладач, академік Хорватської академії наук і мистецтв; автор численних книг поезії, дитячої літератури, наукових досліджень, статей, есеїв та антологій.

## Біографія
Народився і виріс в Дубровнику, де він живе і працює. Студіював хорватську та англійську мови на філософському факультеті університету в Задарі, де він пізніше працював асистентом. Він був режисером і драматургом Задарського театру ляльок. Здобув докторський ступінь на факультеті філософії Загребського університету, захистивши дисертацію «Književno djelo Ante Cettinea» (1992).
Палєтак є редактором часопису «Дубровник» (Dubrovnik), який видає місцева філія Матиці Хорватської.
Палєтак перекладає з англійської, французької та словенської мов. Зокрема, переклав твори Чосера, Шекспіра, Байрона, Вайльда, Джойса і Прешерна. Він переклав (разом зі Златком Томічичем) збірку віршів з македонської поета Константина Миладінова.
Луко Палєтак є постійним членом Хорватської академії наук і мистецтв (HAZU) і член-кореспондентом Словенської академії наук і мистецтв (SAZU). Він також є членом численних літературних товариств, як у Хорватії, так і за кордоном; отримав безліч нагород і почестей, серед яких премії Івана Мажуранича (1972), річна Владимира Назора (1985 і 2005 за роман Skroviti vrt), Ксавера Шандора Г'яльського (2005 за роман Skroviti vrt), «Циклоп» (2005 за роман Skroviti vrt), Тіна Уєвича (1990), річна премія HAZU (1996), нагорода міста Дубровника за життєві досягнення (2005).
Чимало віршів Палєтака були покладені на музику, і стали невід'ємною частиною дубровницької і хорватської поп-культури.
Окремі вірші поета перекладені польською та українською мовами.
Помер 12 травня 2024 року.